# Georges Jobé
Georges Jobé (Retinne, 6 januari 1961 – Brussel, 19 december 2012) was een Belgisch motorcrosser. Hij won in zijn carrière vijf wereldtitels en won twee keer de trofee van Belgisch sportman van het jaar.

## Levensloop
Jobé won in 1980 op 19-jarige leeftijd een wereldtitel in de 250cc-klasse van het wereldkampioenschap motorcross en werd daarmee de jongste kampioen ooit. Hij won de titel met een Suzuki. Datzelfde jaar won hij de Motorcross der Naties. In 1983 won hij met Suzuki de titel voor een tweede keer in de 250cc-klasse. In 1986 won hij het Italiaanse kampioenschap in de 500cc-klasse.
Hij won het wereldkampioenschap in de 500cc-klasse drie keer. Met een Honda won hij de kampioenschappen van 1987, 1991 en 1992. Jobé werd bekend door een foto die gemaakt werd tijdens de Britse Grand Prix van 1984 die gehouden werd in Hawkstone Park, waar hij tijdens een "dubbele sprong" over twee heuvels over zijn rivaal André Malherbe sprong. Jobé werd in 1987 en 1992 sportman van het jaar.
Tijdens een ritje met de motor met vrienden in het zand van Dubai op 7 december 2007 kwam Jobé zwaar ten val. Hij werd, nadat het grootste gevaar was geweken, overgebracht naar België waar hij geopereerd werd. Hij was aan de rechterkant van zijn lichaam verlamd en startte een revalidatie in Esneux.
In maart 2012 kreeg Jobé de bloedziekte myelodysplasie, die overging in leukemie. Hij overleed op 51-jarige leeftijd in een ziekenhuis te Brussel.

## Palmares
- Belgisch kampioen 250cc: 1978, 1980, 1981, 1982 en 1983
- Belgisch kampioen 500cc: 1984 en 1989
- Italiaans kampioen 500cc: 1986
- Wereldkampioen 250cc: 1980 en 1983
- Wereldkampioen 500cc: 1987, 1991 en 1992
- Motorcross der Naties: 1980